# Helena Fibingerová
Helena Fibingerová, född 13 juli 1949, är en före detta tjeckoslovakisk friidrottare som tävlade i kulstötning. 
Fibingerová var under 1970-talet och början av 1980-talet världens bästa kulstötare med tre världsrekord på meritlistan. Framför allt lyckades Fibingerová inomhus med hela åtta EM-guld. Utomhus är Fibingerovás främsta meriter VM-guld i Helsingfors 1983, brons vid OS 1976 och dubbla EM-silver.
Fibingerovás personliga rekord är 22,32 från 1977, vilket är den hittills (februari 2012) tredje längsta stöten i världen.